# Planchonella
Planchonella is een geslacht uit de familie Sapotaceae. De soorten komen voor van de Seychellen tot in het Pacifisch gebied.

## Soorten
- Planchonella amieuana (Guillaumin) Aubrév.
- Planchonella aneityensis (Guillaumin) H.J.Lam ex P.Royen
- Planchonella annamensis Pierre ex Dubard
- Planchonella anteridifera (C.T.White & W.D.Francis ex Lane-Poole) H.J.Lam
- Planchonella arnhemica (F.Muell. ex Benth.) P.Royen
- Planchonella asterocarpon (P.Royen) Swenson, Bartish & Munzinger
- Planchonella australis (R.Br.) Pierre
- Planchonella baillonii (Zahlbr.) Dubard
- Planchonella boninensis (Nakai) Masam. & Yanagita
- Planchonella brevipes A.C.Sm.
- Planchonella calcarea (Hosok.) P.Royen
- Planchonella cauliflora Munzinger & Swenson
- Planchonella chartacea (F.Muell. ex Benth.) H.J.Lam
- Planchonella chrysophylloides H.J.Lam
- Planchonella cinerea (Pancher ex Baill.) P.Royen
- Planchonella clemensii (Lecomte) P.Royen
- Planchonella contermina Pierre ex Dubard
- Planchonella costata (Endl.) Pierre
- Planchonella cotinifolia (A.DC.) Dubard
- Planchonella crassinervia Dubard
- Planchonella crenata Munzinger & Swenson
- Planchonella cyclopensis P.Royen
- Planchonella dothioensis (Aubrév.) Swenson, Bartish & Munzinger
- Planchonella duclitan (Blanco) Bakh.f.
- Planchonella eerwah (F.M.Bailey) P.Royen
- Planchonella endlicheri (Montrouz.) Guillaumin
- Planchonella ericiflora Munzinger & Swenson
- Planchonella erringtonii Dubard
- Planchonella euphlebia (F.Muell.) Francis
- Planchonella forbesii (S.Moore) H.J.Lam
- Planchonella garberi Christoph.
- Planchonella garcinioides (K.Krause) Swenson
- Planchonella glauca Swenson & Munzinger
- Planchonella grandifolia (Wall.) Pierre
- Planchonella guillauminii H.J.Lam
- Planchonella kaalaensis Aubrév.
- Planchonella kaernbachiana (Engl.) H.J.Lam
- Planchonella kaniensis (K.Krause) H.J.Lam
- Planchonella keyensis H.J.Lam
- Planchonella koumaciensis Aubrév.
- Planchonella kuebiniensis Aubrév.
- Planchonella laetevirens (Baill.) Pierre ex Dubard
- Planchonella lamii P.Royen
- Planchonella latihila Munzinger & Swenson
- Planchonella lauracea (Baill.) Dubard
- Planchonella leptostylidifolia Guillaumin
- Planchonella lifuana (Baill.) Pierre ex Dubard
- Planchonella longipetiolata (King & Prain) H.J.Lam
- Planchonella luteocostata Munzinger & Swenson
- Planchonella maclayana (F.Muell.) Swenson
- Planchonella macrantha (Merr.) Swenson
- Planchonella maingayi (C.B.Clarke) P.Royen
- Planchonella malaccensis (C.B.Clarke) Swenson
- Planchonella mandjeliana Munzinger & Swenson
- Planchonella membranacea H.J.Lam
- Planchonella menait (Vink) Swenson
- Planchonella micronesica (Kaneh.) Kaneh. ex H.J.Lam
- Planchonella microphylla Pierre ex Dubard
- Planchonella mindanaensis H.J.Lam
- Planchonella minutiflora Munzinger & Swenson
- Planchonella myrsinifolia (F.Muell.) Swenson, Bartish & Munzinger
- Planchonella myrsinodendron (F.Muell.) Swenson, Bartish & Munzinger
- Planchonella myrsinoides (A.Cunn. ex Benth.) S.T.Blake ex Francis
- Planchonella nebulicola H.J.Lam
- Planchonella obovata (R.Br.) Pierre
- Planchonella orkor (Vink) Swenson
- Planchonella papuanica Pierre ex Dubard
- Planchonella paucinervia (Erlee) Swenson
- Planchonella peekelii (K.Krause) H.J.Lam
- Planchonella petaloides H.J.Lam
- Planchonella pinifolia (Baill.) Dubard
- Planchonella pohlmaniana (F.Muell.) Pierre ex Dubard
- Planchonella polyneura (K.Krause) Swenson
- Planchonella pomifera (Pierre ex Baill.) Dubard
- Planchonella povilana Swenson & Munzinger
- Planchonella pronyensis Guillaumin
- Planchonella pullenii (Vink) Swenson
- Planchonella pyrulifera (A.Gray) H.J.Lam ex P.Royen
- Planchonella reticulata (Baill.) Pierre ex Dubard
- Planchonella rheophytopsis P.Royen
- Planchonella ridsdalei (Vink) Swenson
- Planchonella roseoloba Munzinger & Swenson
- Planchonella rufocostata Munzinger & Swenson
- Planchonella saligna S.Moore
- Planchonella sandwicensis (A.Gray) Pierre
- Planchonella schlechteri (K.Krause) H.J.Lam
- Planchonella serpentinicola Swenson & Munzinger
- Planchonella sessilis A.C.Sm. & S.P.Darwin
- Planchonella skottsbergii Guillaumin
- Planchonella smithii (P.Royen) A.C.Sm.
- Planchonella spathulata (Hillebr.) Pierre
- Planchonella spectabilis (Miq.) Dubard
- Planchonella sphaerocarpa (Baill.) Dubard
- Planchonella stellibacca (J.F.Maxwell) Swenson
- Planchonella sussu (Engl.) H.J.Lam
- Planchonella tahitensis (Nadeaud) Pierre ex Dubard
- Planchonella tenuipes (K.Krause) H.J.Lam
- Planchonella thiensis Aubrév.
- Planchonella thyrsoidea C.T.White
- Planchonella torricellensis (K.Schum.) H.J.Lam
- Planchonella ulfii Munzinger
- Planchonella umbonata (P.Royen) A.C.Sm.
- Planchonella velutina (Elmer) H.J.Lam
- Planchonella villamilii (Merr.) Swenson
- Planchonella vitiensis Gillespie
- Planchonella vrieseana (Pierre ex Burck) Dubard
- Planchonella wakere (Pancher & Sebert) Pierre
- Planchonella whitmorei (Vink) Swenson
- Planchonella xylocarpa (C.T.White) Swenson, Bartish & Munzinger
- Planchonella yunnanensis C.Y.Wu